# Kolva (affluente della Višera)
La Kolva (in russo Колва?) è un fiume della Russia europea orientale, affluente di sinistra della Višera (bacino idrografico del Volga). Scorre nel Čerdynskij rajon del Territorio di Perm'.
La sorgente del fiume si trova nel nord-est della regione vicino al confine con la Repubblica dei Komi, sul versante sud-orientale del monte Kolvinskij Kamen', sul versante occidentale degli Urali settentrionali. Scorre dapprima nel pedemonte uraliano con direzione meridionale, poi nord-occidentale; si dirige successivamente a sud-ovest e a sud nel basso corso. Sfocia nella Višera a 34 km dalla foce dopo aver attraversato la città di Čerdyn'. Ha una lunghezza di 460 km, il suo bacino è di 13 500 km². I maggiori affluenti sono la Berëzovaja (lunga 208 km) proveniente dalla sinistra idrografica e la Višerka (75 km) dalla destra.